# Jean Joseph de Gérin
Jean-Joseph de Gérin, né le 3 juillet 1702 à Toulon et mort le 25 décembre 1748 à Marseille, est un poète et scientifique français.

## Biographie
Le chevalier de Gérin, domicilié à Marseille depuis 1713, venait d’obtenir du roi, à l’âge de vingt-deux ans, la charge de lieutenant général de l’Amirauté : son père avait demandé pour son fils la survivance, qui lui fut accordée en 1721, mais comme le chevalier n’avait pas l’âge administratif pour une pareille charge, le roi le dispensa de cinq ans. Il put donc l’exercer dès 1721.
Gérin, qui était déjà connu par quelques poésies qui le firent inviter à participer à la fondation de l’Académie de Marseille, donna bientôt des preuves de son savoir en physique expérimentale lorsqu’il réfuta une dissertation sur l’air maritime publiée par un des principaux médecins de Marseille, du nom de Bertrand, dont les Mémoires de Trévoux donnèrent un compte-rendu très favorable en janvier 1727.
Chaque année, à l’époque de la réouverture des audiences de son siège, l’élégance et la logique des discours de Gérin, qui avait épousé, le 5 janvier 1723, Madeleine Roux, fille du négociant Jean-Baptiste-Ignace Roux et de Thérèse Vitte[pas clair]. L’Académie était frappée de la pénétration de l’esprit et de la richesse de l’imagination de Gérin, qui se montra toujours assidu aux assemblées dont sa présence rehaussait l’intérêt. Il brilla plus particulièrement dans le cours des deux années où il remplit les fonctions de directeur.
Lorsque sa santé le força à résider habituellement à la campagne, et que les devoirs de sa charge de lieutenant l’occupèrent, il cessa d’être exact aux séances de l’Académie. Il fut inscrit dans le cadre des vétérans en 1748.
Gérin survécut à tous les autres fondateurs de l’Académie de Marseille à qui l’on devait en partie la transformation sociale de la ville. Il était commandeur de l’Ordre royal de Notre-Dame du Mont-Carmel et de Saint-Lazare de Jérusalem.

## Œuvres
- Dissertation sur l’air maritime de Marseille, Marseille, 1726, in-4°, 20 p.
- L’Origine du miroir, élégie. Tribut à l’Académie Française, Recueil de l’Académie française, 1733-34.
- Discours prononcé à l’ouverture de la Séance publique du 25 aout 1741, Recueil de l’Académie de Marseille, 1741.

### Ouvrages lus aux assemblées et non-imprimés
- Épitre de Caton d’Utique à César, 1726 ;
- Discours sur la justice, 1727 ;
- Idylle sur les momies, 1727 ;
- Les Larmes, poème, 1731 ;
- Discours sur la différence qu’il y a entre la critique et la satire, 1733 ;
- Discours à l’occasion de la rentrée de l’Académie, 1735 ;
- Discours sur le désir, 1735 ;
- Discours qui tend à prouver que la raison suffit pour faire la félicité de l’homme, 1741.

## Sources
- Louis Toussaint Dassy, L’Académie de Marseille : ses origines, ses publications, ses archives, ses membres, t. 3, Marseille, Barlatier-Feissat, 1877, p. 76-78.